# 이공현
이공현(李恭炫, 1949년 10월 27일 ~ )은 제21대 법원행정처 차장, 헌법재판소 재판관을 역임한 법조인이다.

## 학력
- 1967년 광주제일고등학교 졸업
- 1971년 서울대학교 법과대학 졸업

## 경력
- 1971년 제13회 사법시험 합격
- 1973년 ~ 1997년 각급법원 판사
- 2003년 제21대 법원행정처 차장
- 2003년 사법개혁위원회 부위원장
- 2005년 ~ 2011년 헌법재판소 재판관
- 2006년 ~ 2011년 베니스 위원회 집행위원
- 2011년 ~ 법무법인 지평 대표변호사
- 2014년 ~ 2021년 (재)여시재 감사
- 2017년 ~ 헌법재판소 자문위원회 위원
- 2018년 ~ 2022년 대법원 공직자윤리위원회 위원장

## 주요 판결
- 서울형사지방법원 합의8부 배석 판사로 재직하던 1974년 10월 19일에 내란목적 살인, 국가보안법, 반공법, 출입국관리법, 총포화약류단속법, 여권법 등의 위반을 받은 문세광에 대해 사형을 선고했다.[1]